# 喷气式飞机

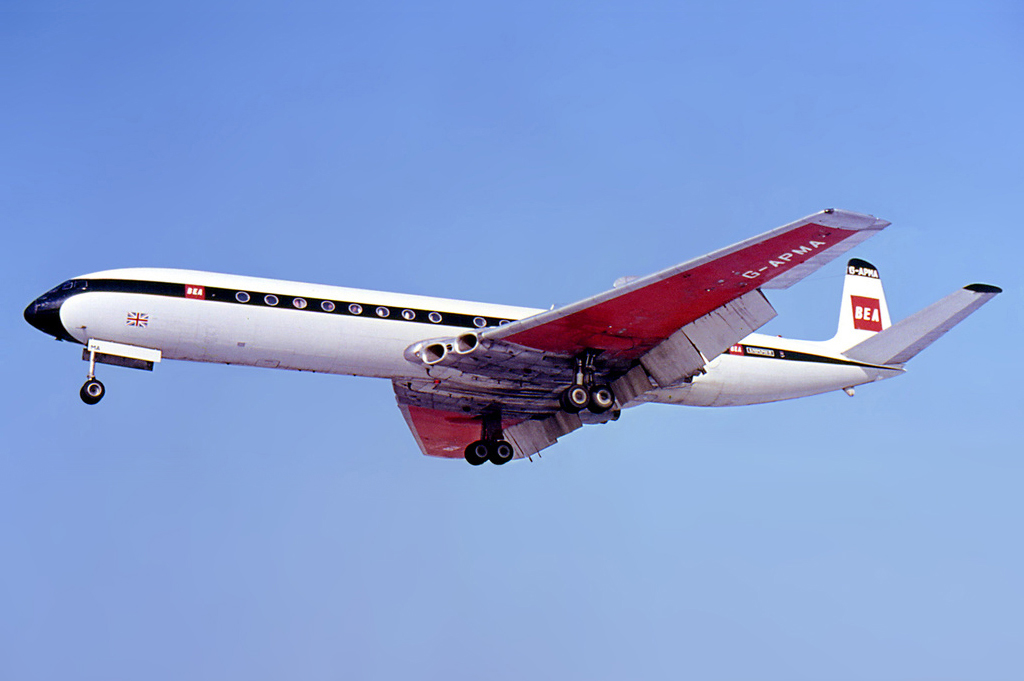
哈维兰彗星式是全球首款以涡轮噴射發動機為動力的客機

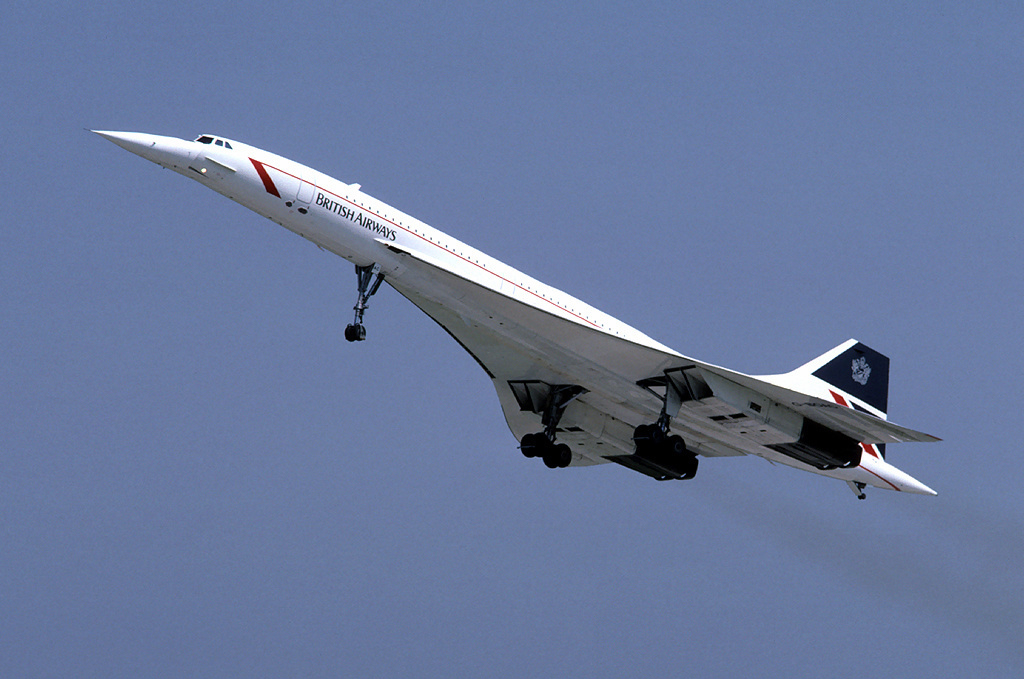
和諧式客機採用與戰鬥機相同的涡轮喷气发动机，使其具備超音速飛行能力。

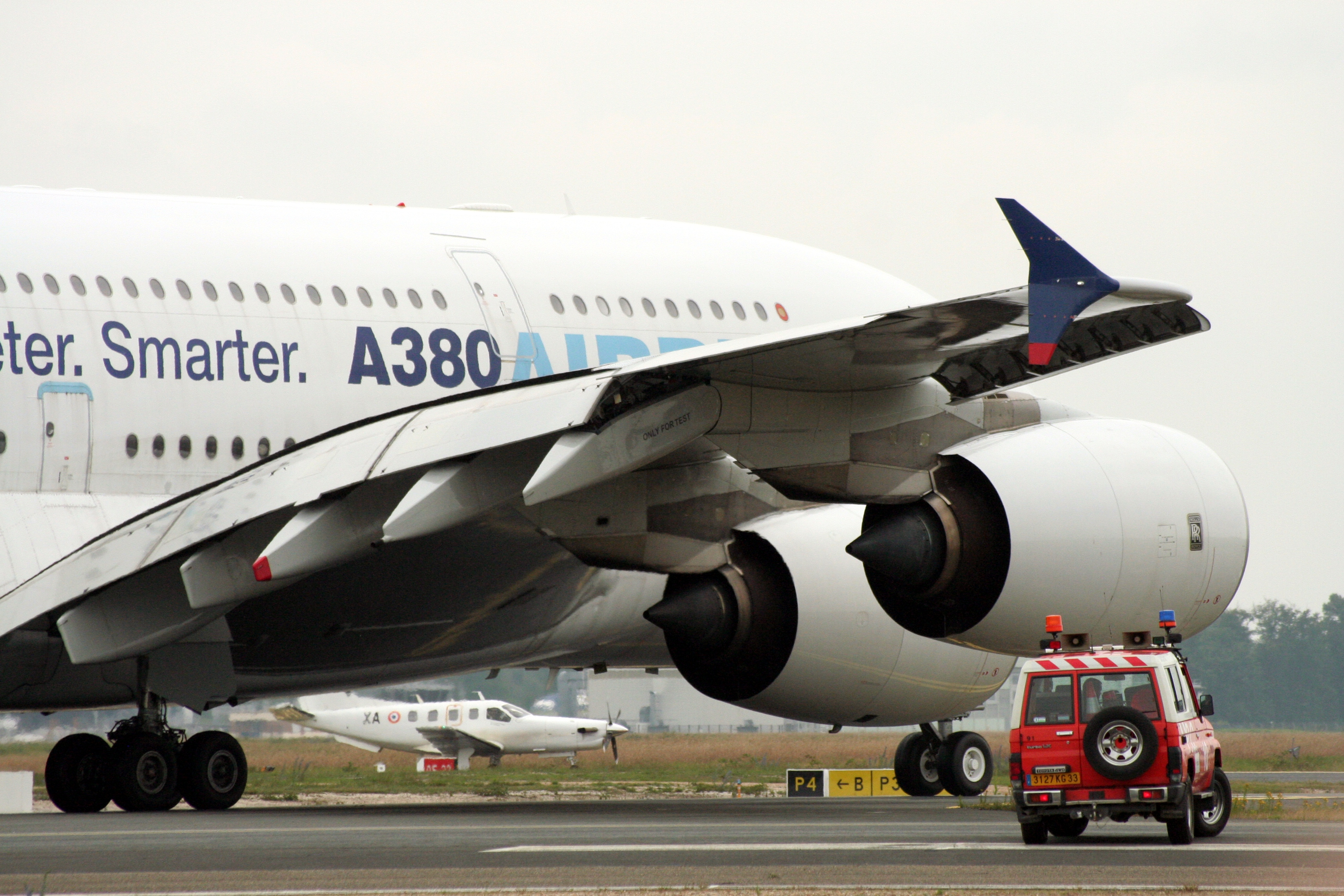
空中巴士A380所使用的勞斯萊斯川特900渦輪风扇發動機。

喷气式飞机（Jet aircraft），又称為噴氣式飛機或噴氣機（中國大陸），是一種使用喷气发动机作為推進力來源的飞机。其與傳統的螺旋桨飞机除了使用的動力系統不同之外，所適合的飛行環境也不盡相同：螺旋槳式飛機需通過螺旋槳擾動周遭空氣達到往前推進的目的，因此不能在空氣密度太稀薄的高空中飛行；相反，噴射機由於發動機運作原理的不同，需在10,000至15,000公尺的高空中才能達到最佳推進效率。除此之外，為配合高空飛行時的氣壓降低，噴射客機大部分都配置有加壓艙，而駕駛噴射軍用機的飛行員，則需要穿戴具有加壓功能的飛行服及飛行面罩。今日的民用噴射機大多以0.75至0.85馬赫飛行。
依照其運作原理的特性差異，通常還可以被大致分類為下面幾種：
- 渦輪噴射發動機（Turbojet Engine）
- 渦輪扇發動機（Turbofan Engine）
- 冲压式喷气发动机（Ramjet Engine）
- 涡轮螺旋桨发动机 （Turboprop Engine)

速度超過1馬赫的現役中超音速噴射機目前只有軍用機，曾使用過的两种超音速客機協和式與Tu-144目前皆已退役。雖然超音速噴射機能超音速飛行，但其發動機仍先將氣流減至次音速才送進燃燒室。能直接將超音速氣流燃燒產生動力的超音速燃燒衝壓發動機仍在實驗階段。

## 历史
有动力的飞机发明之后，早在1910年代，就有人提出过喷气飞机的概念。从1920年代开始，德国的喷气式飞机研究开始取得突破。第一架使用喷气动力的原型机是1928年首飞的利佩什·恩特（Lippisch Ente）。该飞机是由滑翔机改造而成。涡轮喷气发动机（涡喷）的概念则是在1930年代，先后由汉斯·冯·奥海恩、弗兰克·惠特尔两人独立提出。第一架配备涡喷发动机的飞机是纳粹德国的亨客尔He178。该机于1939年8月首飞。而真正引起人们注意的喷气式原型机，则是1940年8月在意大利首飞的卡普罗尼·坎皮尼N.1。英国的第一架喷气飞机是1941年首飞的格洛斯特E.28/39。
第一架投入實戰的噴氣式戰機是納粹德國的Me 262。1945年12月，英國使用杰弗裡·德·哈維蘭發明的吸血鬼戰鬥機第一次完成喷气式飞机的航母起降。1948年，美国的B-45轰炸机成为第一款多引擎的喷气式轰炸机。
第一架噴氣式民航客機是英國的哈維蘭彗星型。噴氣式民航客機的出現，極大地改變了航空業的發展。